# Кенигсберг, Алла Константиновна
Алла Константи́новна Кенигсбе́рг (3 марта 1931, Самарканд — 20 мая 2021, Санкт-Петербург) — советский и российский музыковед и педагог; доктор искусствоведения (1991), профессор (1992), заслуженный работник высшей школы РФ (2005); член Союза театральных деятелей России (с 1962 года), член Союза композиторов Ленинграда (с 1967 года). 

## Биография
Алла Кенигсберг родилась в Самарканде; в 1949 году окончила специальную музыкальную школу-десятилетку при Ленинградской консерватории и в том же году поступила на историко-теоретический факультет консерватории, в класс Михаила Друскина, который стал её наставником и в аспирантуре. В 1954 году Кенигсберг окончила консерваторию, в 1960-м защитила кандидатскую диссертацию, посвящённую творчеству Вагнера; с тех пор её научные интересы были связаны преимущественно с зарубежной оперой XIX–XX веков. Докторская диссертация, защищённая в 1991 году, была посвящена венгерской опере XX века.
На протяжении многих десятилетий, начиная с 1957 года, Кенигсберг работала в Санкт-Петербургской консерватории, на кафедре истории зарубежной музыки; с 1968 года преподавала историю зарубежной музыки студентам музыковедческого факультета, а также исполнительских факультетов, где её учениками были вокалисты Ольга Бородина, Анна Нетребко и многие другие, балетмейстеры Никита Долгушин и Ирина Колпакова; дирижёр Василий Синайский; с 1992 года была профессором кафедры. 
Много внимания Кенигсберг уделяла популяризации академической музыки — вела радиопередачи, выпускала брошюры для юношества, выступала с вступительным словом перед концертами в филармонии, участвовала в различных справочно-энциклопедических изданиях, вместе с Людмилой Михеевой выпускала популярную серию «111…».
Алла Кенигсберг умерла в Санкт-Петербурге 20 мая 2021 года. Похоронена на Еврейском участке Белоостровского кладбища.

## Сочинения
- «Шандор Соколаи» (1982)
- «Карл Мария фон Вебер (1786–1826)»
- «Опера Р. Вагнера «Парсифаль» и традиции немецкого романтизма» (2001)
- «Итальянская опера на рубеже XIX–XX веков» (2009)
- «От Вебера до Рихарда Штрауса: 24 немецкие оперы XIX–XX вв.» (2010)
- «Россини, Беллини, Доницетти: 24 итальянские оперы первой половины XIX века» (2012)
- «От Обера до Массне: 24 французские оперы XIX века» (2013)[4][1]

В соавторстве с Людмилой Михеевой:
- «111 опер» (1998)
- «111 симфоний» (2000)
- «111 увертюр, симфонических поэм, сюит и картин» (2002)
- «111 балетов и забытых опер» (2004)
- «111 ораторий, кантат и вокальных циклов» (2007)